# Sort (UNIX)

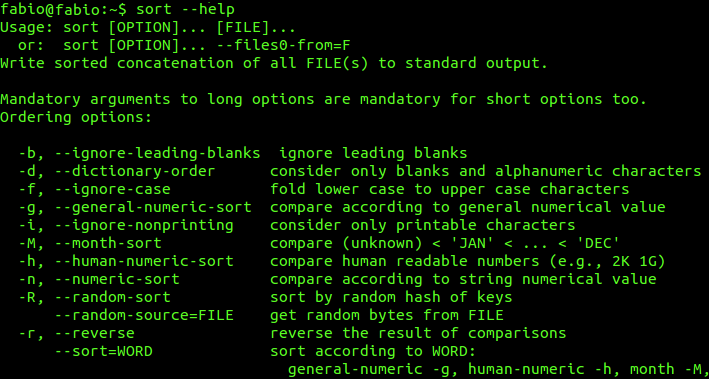
sort --help

sort（ソート）は、UNIXに標準的に存在するコマンド行プログラムの一種であり、入力の各行をソートされた順序で出力するものである。

## 例
- カレントディレクトリにあるファイルリストをファイルサイズ順でソート

```
$ 
ls
 
-s
 
|
 
sort
 
-n

  96 Nov1.txt

 128 _arch_backup.lst

 128 _arch_backup.lst.tmp

1708 NMON

```

- 名簿（電話帳）をアルファベット順にソート

```
$ 
cat
 
phonebook

Smith, Brett     555-4321

Doe, John        555-1234

Doe, Jane        555-3214

Avery, Cory      555-4321

Fogarty, Suzie   555-2314

$ 
sort
 
phonebook

Avery, Cory      555-4321

Doe, Jane        555-3214

Doe, John        555-1234

Fogarty, Suzie   555-2314

Smith, Brett     555-4321

```

- 数値をキーとしたソートは -n オプションをつけることで可能となる。

```
$ 
du
 
/bin/*
 
|
 
sort
 
-n

    4       /bin/domainname

  24      /bin/ls

 102     /bin/sh

 304     /bin/csh

```

古いバージョンの sort では、+1 オプションを付けると、第二カラムのデータを使ってソートする（+2 では第三カラム）。これは現在ではサポートされていないが、その代替として -k オプションを同じ目的に使用できる。次の例は -n と "-k 2"（第二カラムを指定）を同時に指定している。
```
$ 
cat
 
zipcode

Adam  12345

Bob   34567

Joe   56789

Sam   45678

Wendy 23456

$ 
sort
 
-nk
 
2
 
zipcode

Adam  12345

Wendy 23456

Bob   34567

Sam   45678

Joe   56789

```

- 逆順でのソートには -r オプションを使う。

```
$ 
sort
 
-nrk
 
2
 
zipcode

Joe   56789

Sam   45678

Bob   34567

Wendy 23456

Adam  12345

```